# 154 (Album)
154 ist das dritte Studioalbum der britischen Rockband Wire. Es wurde im September 1979 über das Label Harvest Records veröffentlicht. Den Vertrieb in den USA übernahm Warner Bros. Records.

## Hintergrund
Die Aufnahmen zu 154 fanden wie bei den Vorgängern in den Advision Studios in London statt. Auf dem Album folgte Wire der musikalischen Richtung von Chairs Missing und vereinte progressiven Punk mit Synthesizer-Klängen und Ambient, wobei die Musik noch „abstrakter“ und psychedelischer wurde. Der Hang zur Abstraktion wird auch vom Albumcover und dem schlichten Titel verdeutlicht. Des Öfteren wurde das experimentelle 154 mit der Musik von Brian Eno, David Bowie, Roxy Music, Kraftwerk oder auch Can verglichen.

„Aus vergleichsweise leichten Songs wurden jetzt gewichtigere Stücke. Was früher ein eher zielloses Schnnappen war, kanalisiert sich jetzt schon recht gezielt und mündet in düsteren, teilweise sogar unheilverheißenden Soundwänden.“

Das Album erreichte Platz 39 der britischen Albumcharts, die bis dato beste Platzierung der Band.

## Rezeption
154 wurde von der Presse positiv rezensiert und vom New Musical Express auf Platz 18 der besten Alben des Jahres 1979 gewählt. In der Auswahl der 100 besten Alben der 1970er Jahre von Pitchfork belegt es Platz 85.

„Von vorne bis hinten von Brian Eno beeinflusst, und das heißt: seltsame, wunderschöne Musik, die manchmal in prätentiösen Quatsch umkippt.“

Das Album 154 markiert laut Kritikern das Ende der kreativen Blütezeit der Band. Wire löste sich im Februar 1980 vorerst auf. Das 1987 nach der Wiedervereinigung veröffentlichte Album The Ideal Copy stieß nur noch auf gemischte Kritiken.

## Titelliste
Seite 1
1. I Should Have Known Better (Graham Lewis) – 3:50
2. Two People in a Room (Colin Newman, Bruce Gilbert) – 2:08
3. The 15th (Newman) – 3:02
4. The Other Window (Lewis, Gilbert) – 2:06
5. Single K.O. (Lewis) – 2:19
6. A Touching Display (Lewis) – 6:25
7. On Returning (Newman) – 2:05

Seite 2
1. A Mutual Friend (Lewis, Newman) – 4:25
2. Blessed State (Gilbert) – 3:26
3. Once Is Enough (Newman) – 3:20
4. Map Ref. 41ºN 93ºW (Lewis, Newman, Gilbert) – 3:35
5. Indirect Enquiries (Lewis, Newman) – 3:33
6. 40 Versions (Gilbert) – 3:26

Bonustracks
1. Song 1 (Robert Gotobed, Newman, Desmond Simmons) – 3:02
2. Get Down (Parts 1 and 2) (David, Gotobed, Newman, Simmons, TV Smith) – 4:27
3. Let’s Panic Later (Lewis) – 3:20
4. Small Electric Piece (Gilbert) – 3:33
5. Go Ahead (Gilbert, Gotobed, Lewis, Newman) – 4:01